# San Moisè (Velence)
A San Moisè egy templom az olaszországi Velencében. Velencei nyelven Céxa de San Moisè-nak nevezik. 
Az eredeti templomot a 7. században építették, középkori, bazilikális szerkezetét egészen a 17. századig megtartotta, amikor 1668-tól a gazdag Fini család megbízásából Alessandro Tremignon átépítette. A San Moisè egyike azoknak a templomoknak, amelyeket a gazdag kereskedőcsaládok saját dicsőségükre alakítottak át. Ilyen például még a Barbaro család megbízásából átépített Santa Maria del Giglio-templom. A mozgalmas homlokzatot és a főoltár szoborcsoportját a flandriai Heirich Meyring, olaszos névformában Merengo készítette. A homlokzat kétszintes, a templom három bejáratát korinthoszi oszlopok választják el egymástól. A két szélső bejárat fölött a Fini család két tagjának síremlékét helyezték el. A főbejárat fölött a megrendelő, Vincenzo Fini szobra látható egy obeliszk tetején. A homlokzat felső részére a négy fő erény szobrai kerültek, a középen kialakított nagyméretű, félkör alakú ablak két oldalára. A márvány domborművekkel díszített ablak fölött két szibilla látható. A homlokzat háromszög alakú, díszes keretbe foglalt legfelső részén helyezkedik el a Fini család címere. A templom mellett álló harangtorony a 14. századból származik. 
A templom belseje egyszerűbb kialakítású, alaprajza egyhajós, végén fő- és mellette két mellékkápolnával. A teret a főoltáron elhelyezett szoborcsoport uralja, amely Mózest ábrázolja a Sínai-hegyen ahogy az Úr átadja neki a kőtáblákra vésett Tízparancsolatot, miközben Izrael népe a hegy aljában várakozik. A szoborcsoport mögé festett, harsonát fúvó és imádkozó angyalokat ábrázoló freskó Michelangelo Morlaiter műve, és szerves része a jelenetnek. A templom közepén a padló alá temették John Law bankárt, aki 1716 és 1720 között nagymértékben meghatározta Franciaország pénzügyi rendszerét, majd bukása után Velencébe költözött. A bal oldali kápolna oltárát Tintoretto Lábmosás című festményével díszítették.

## Külső

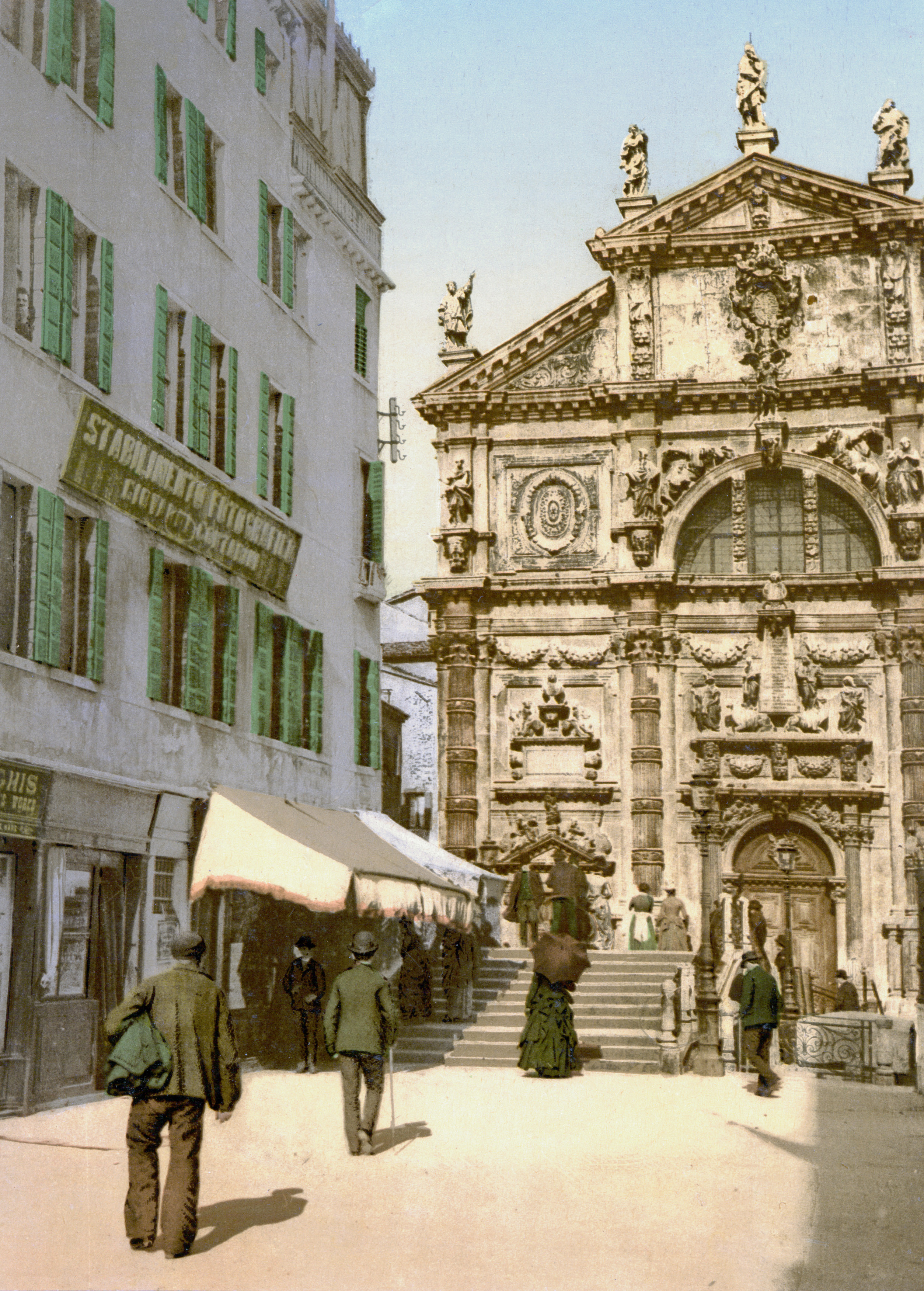
1895-ös fénykép a templomról
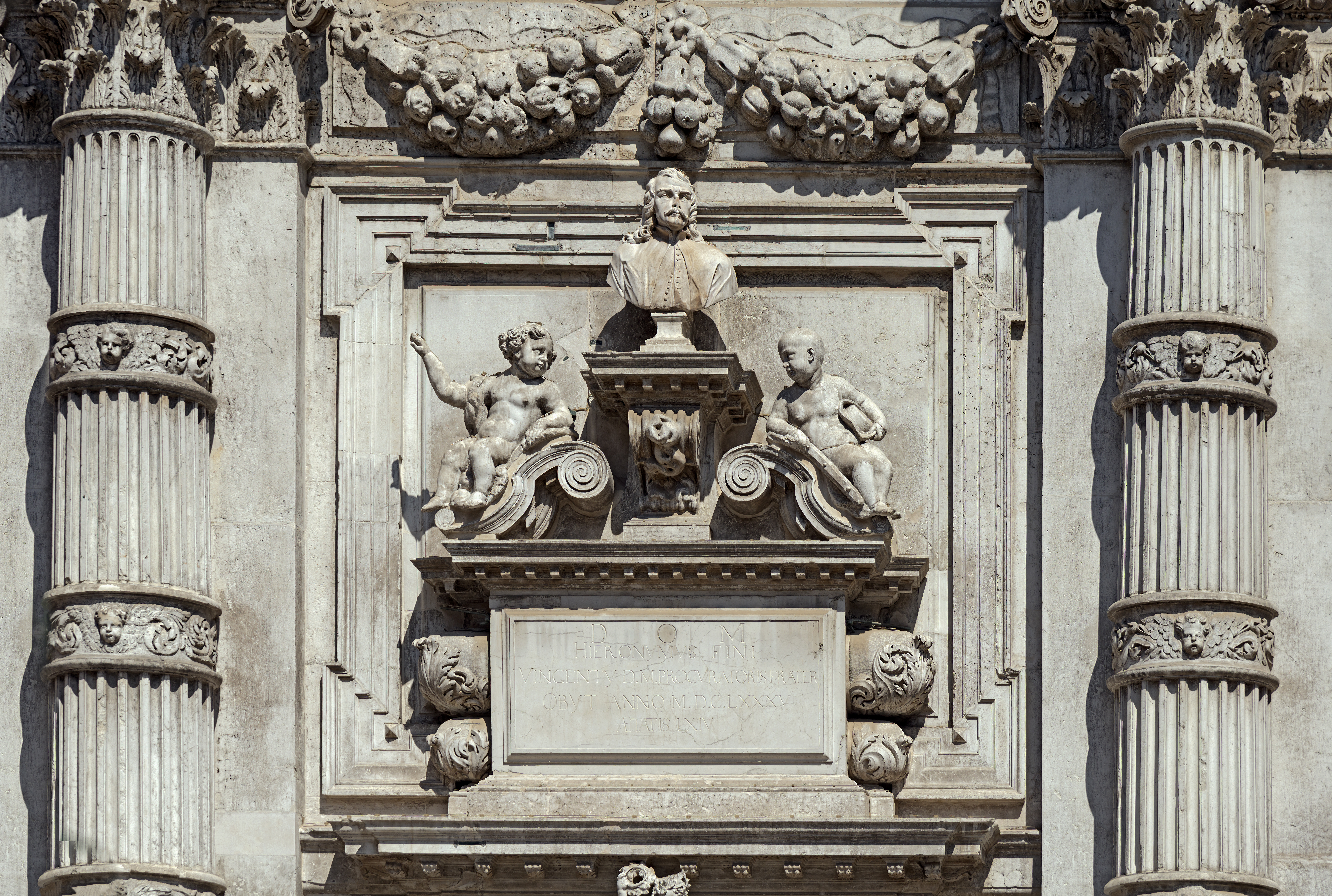
Girolamo Fini emlékműve a homlokzaton
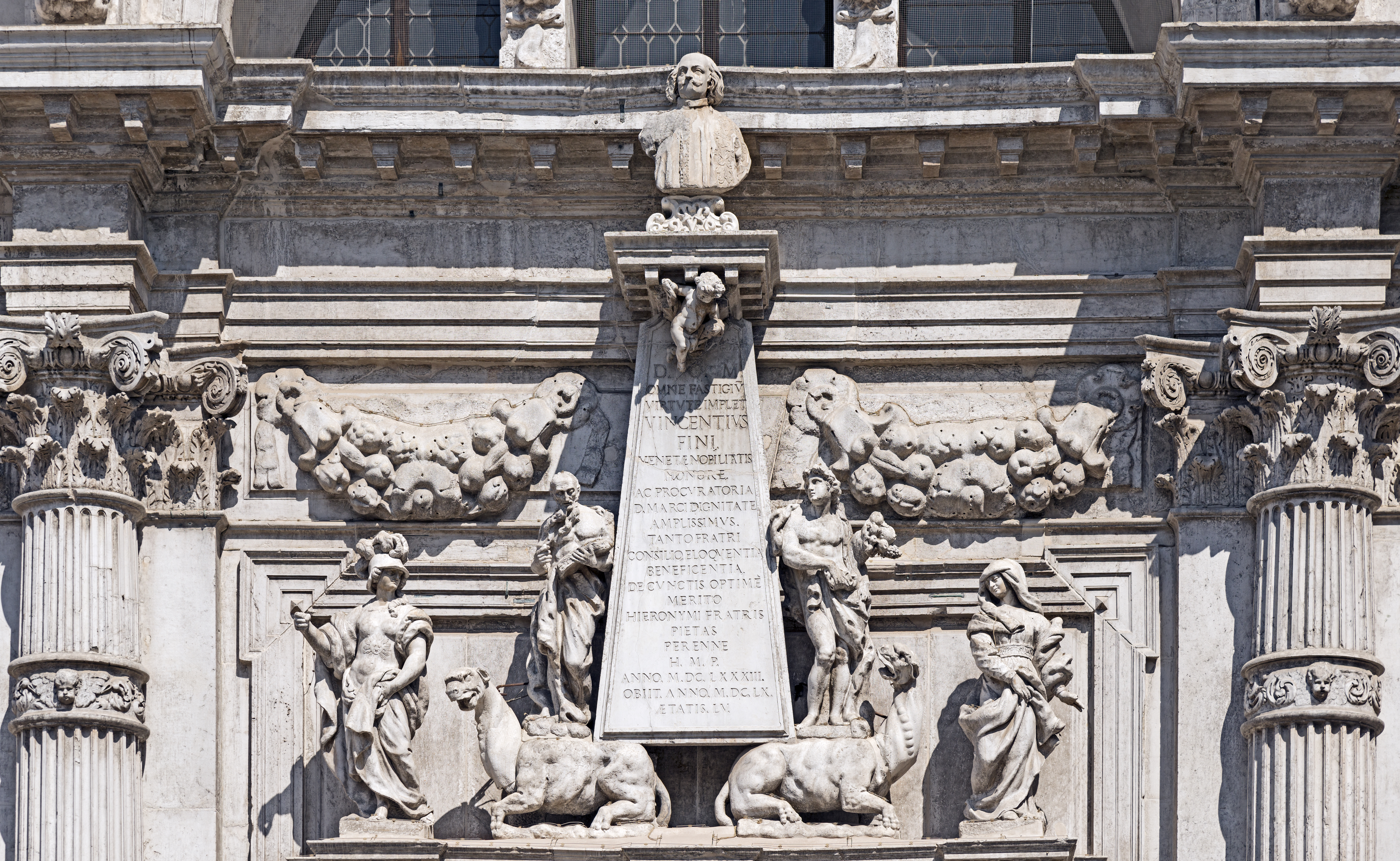
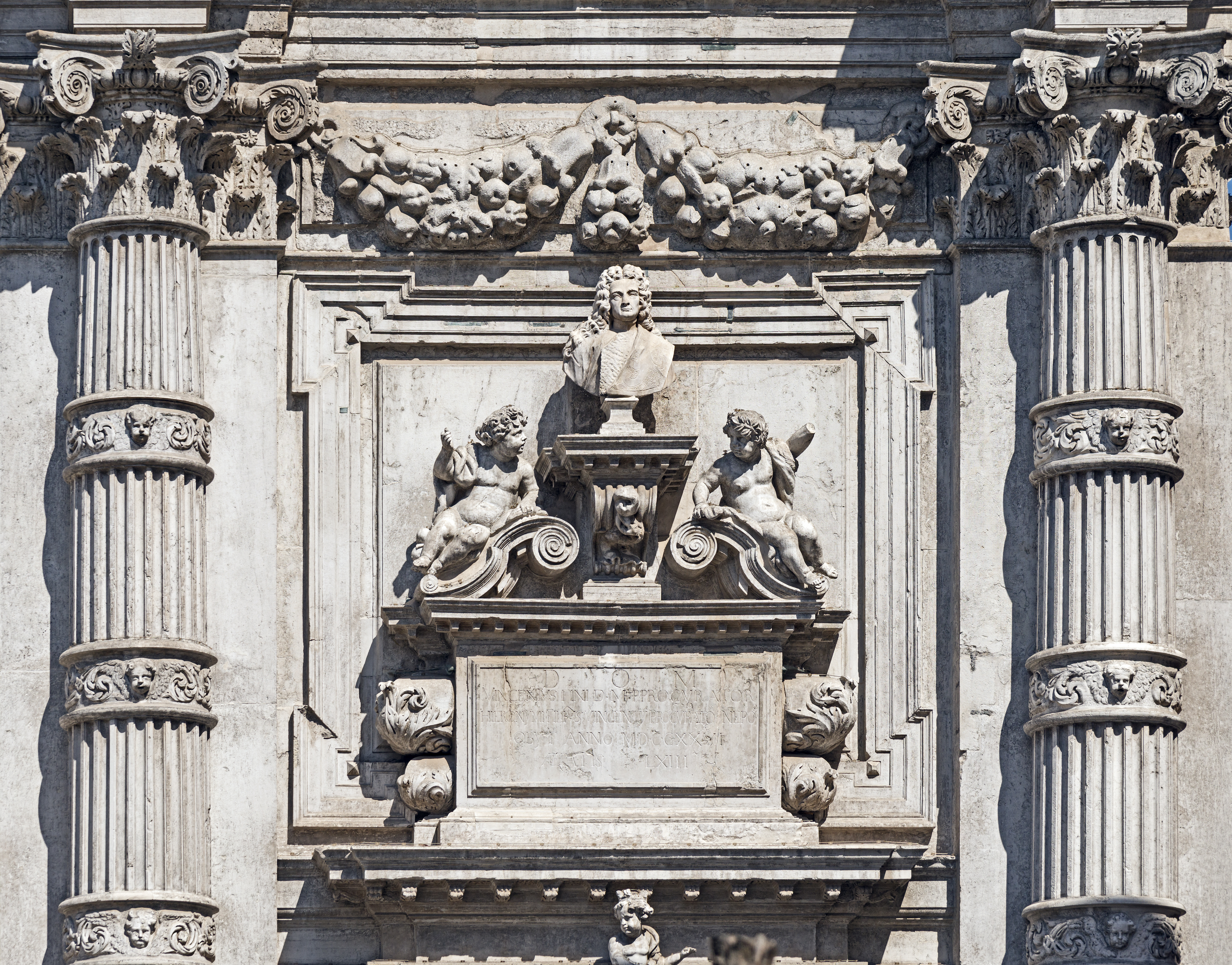
Vincenzo Fini emlékműve a homlokzaton

## Belső

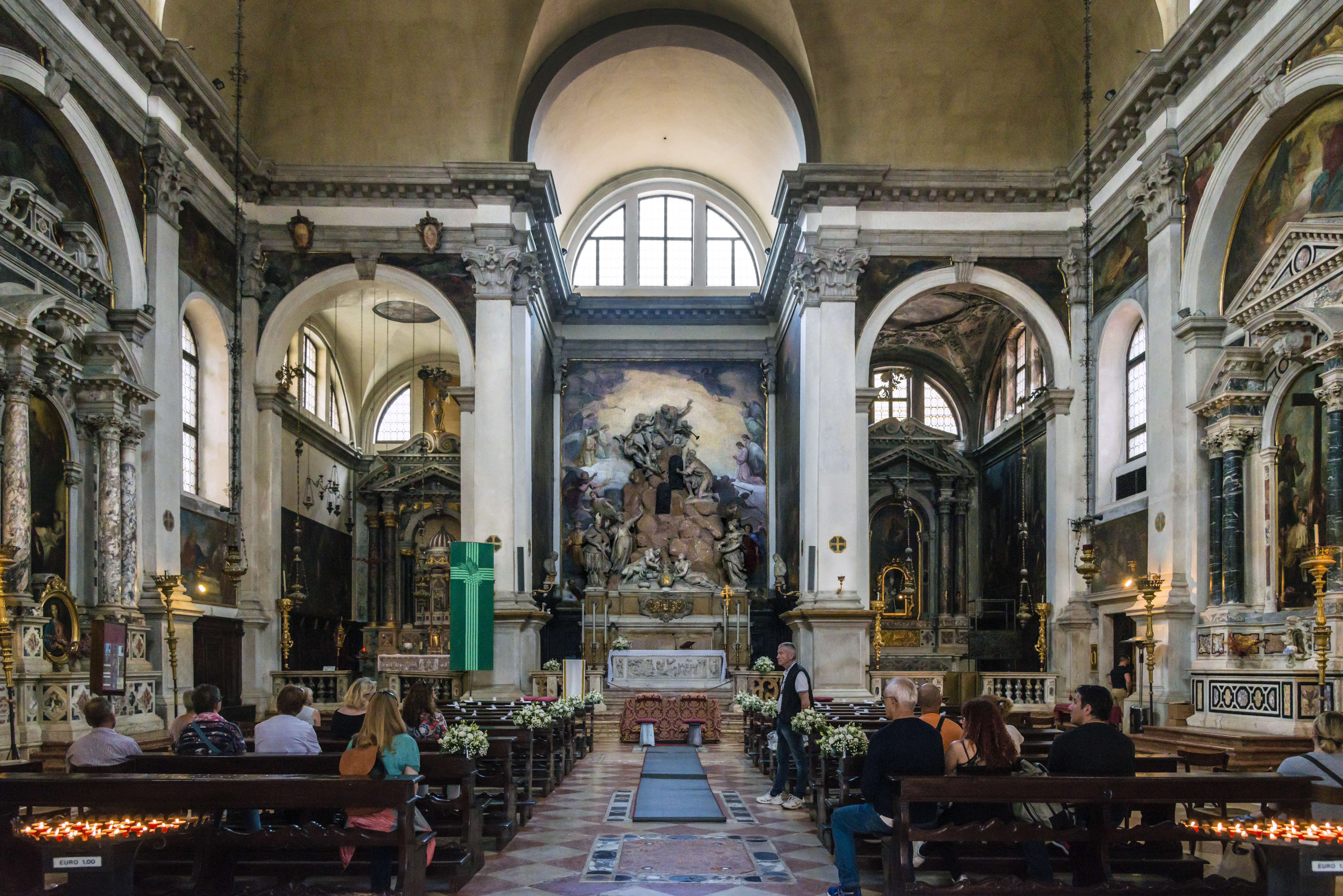
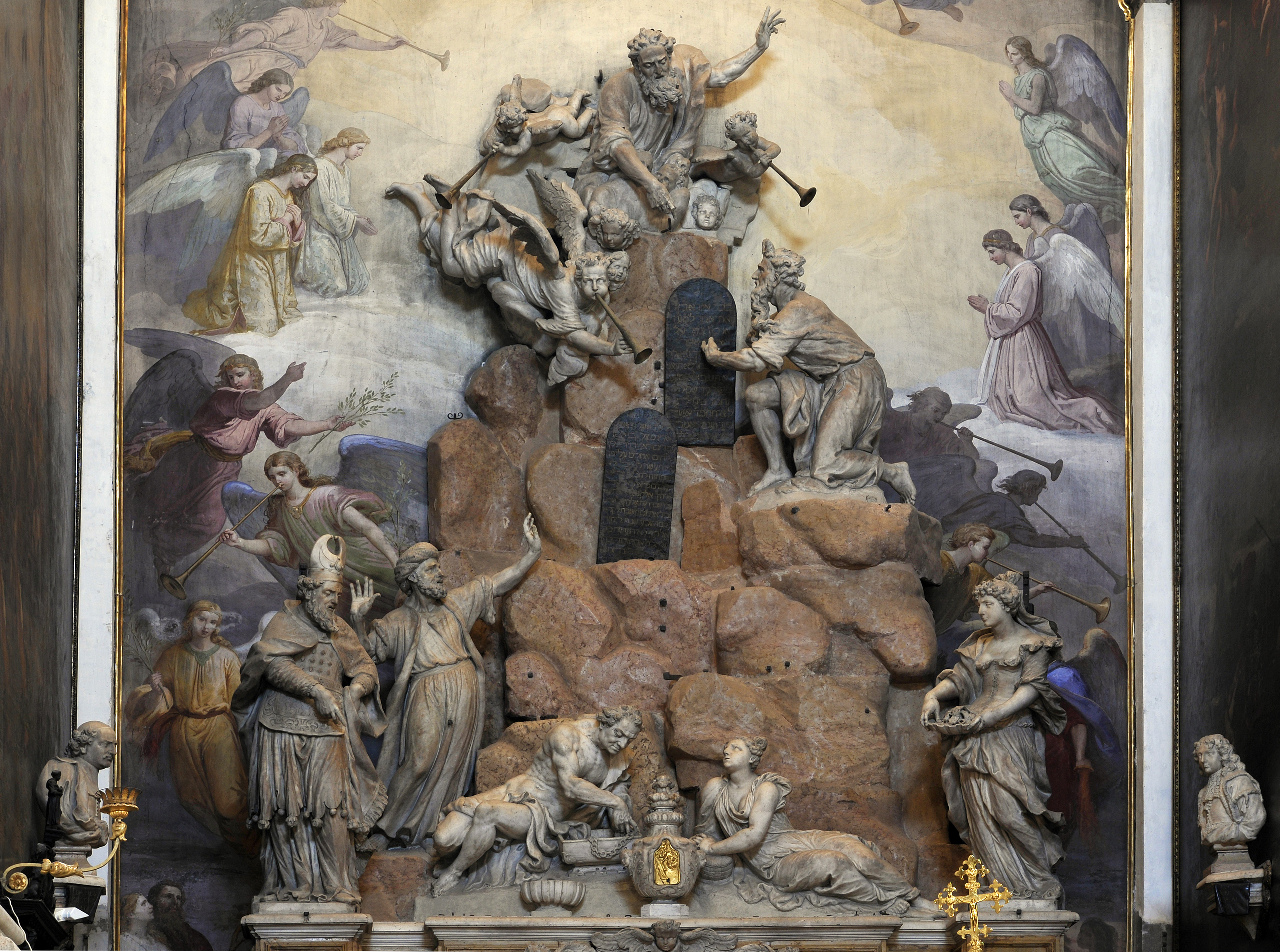
A templom főoltára
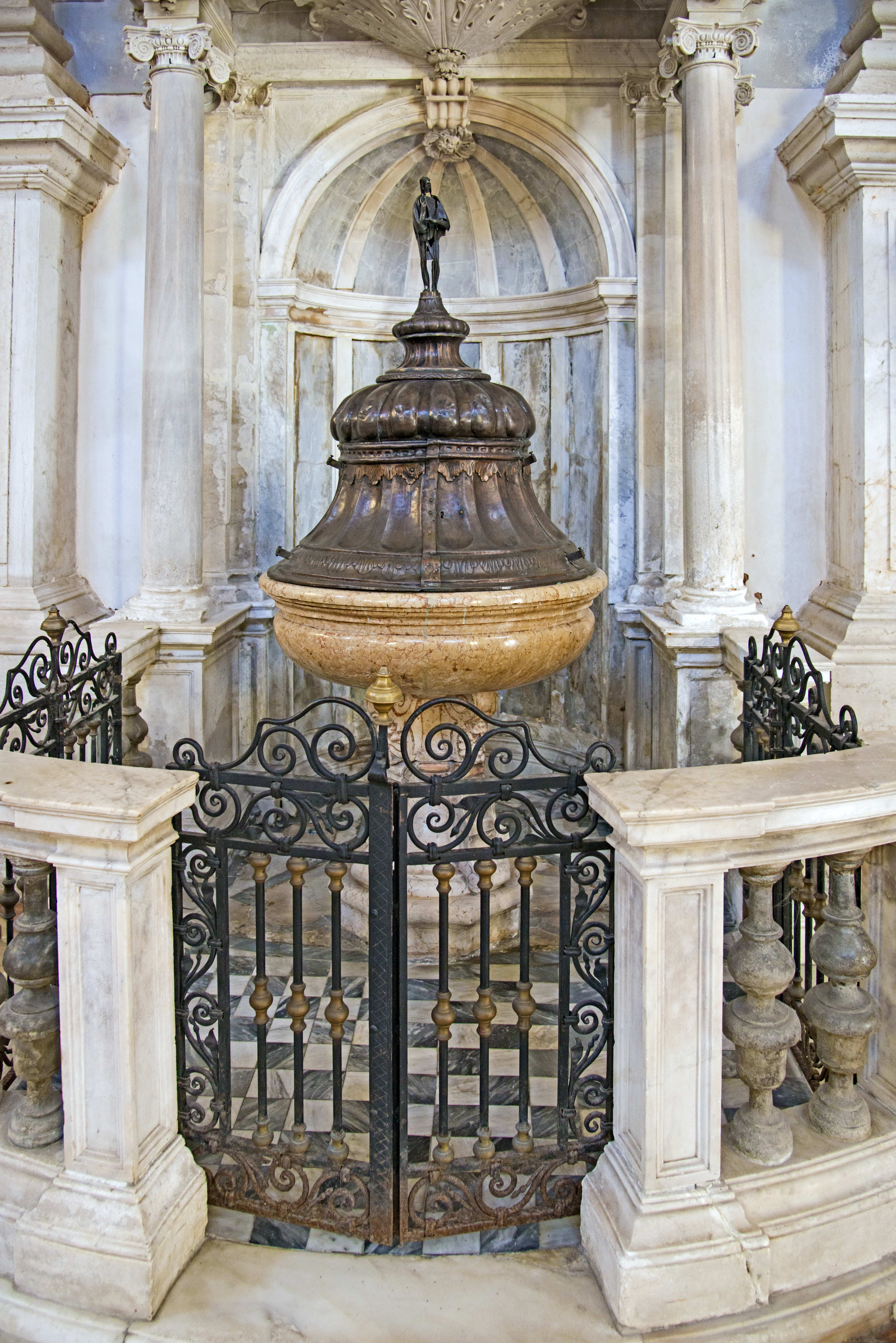
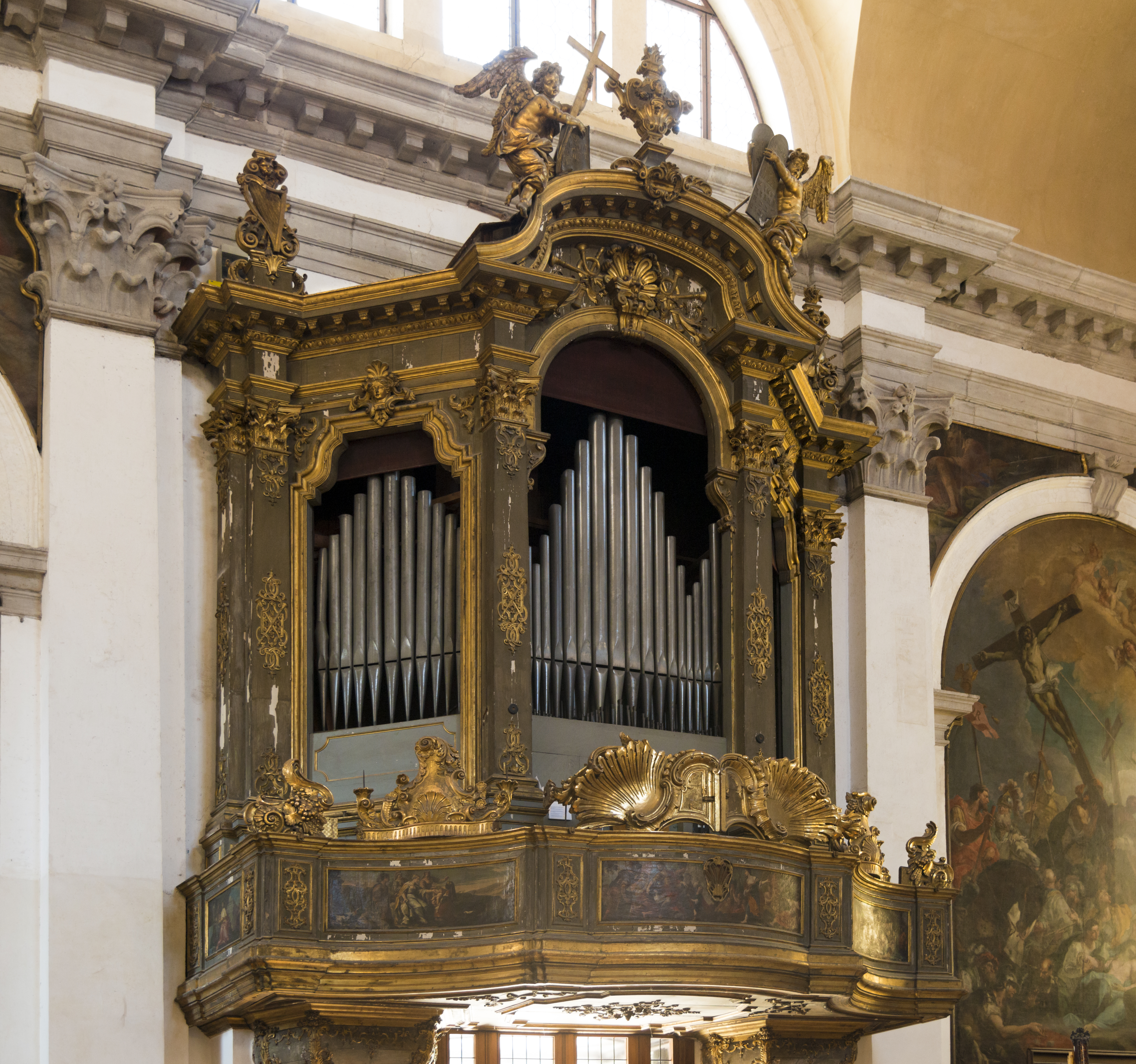
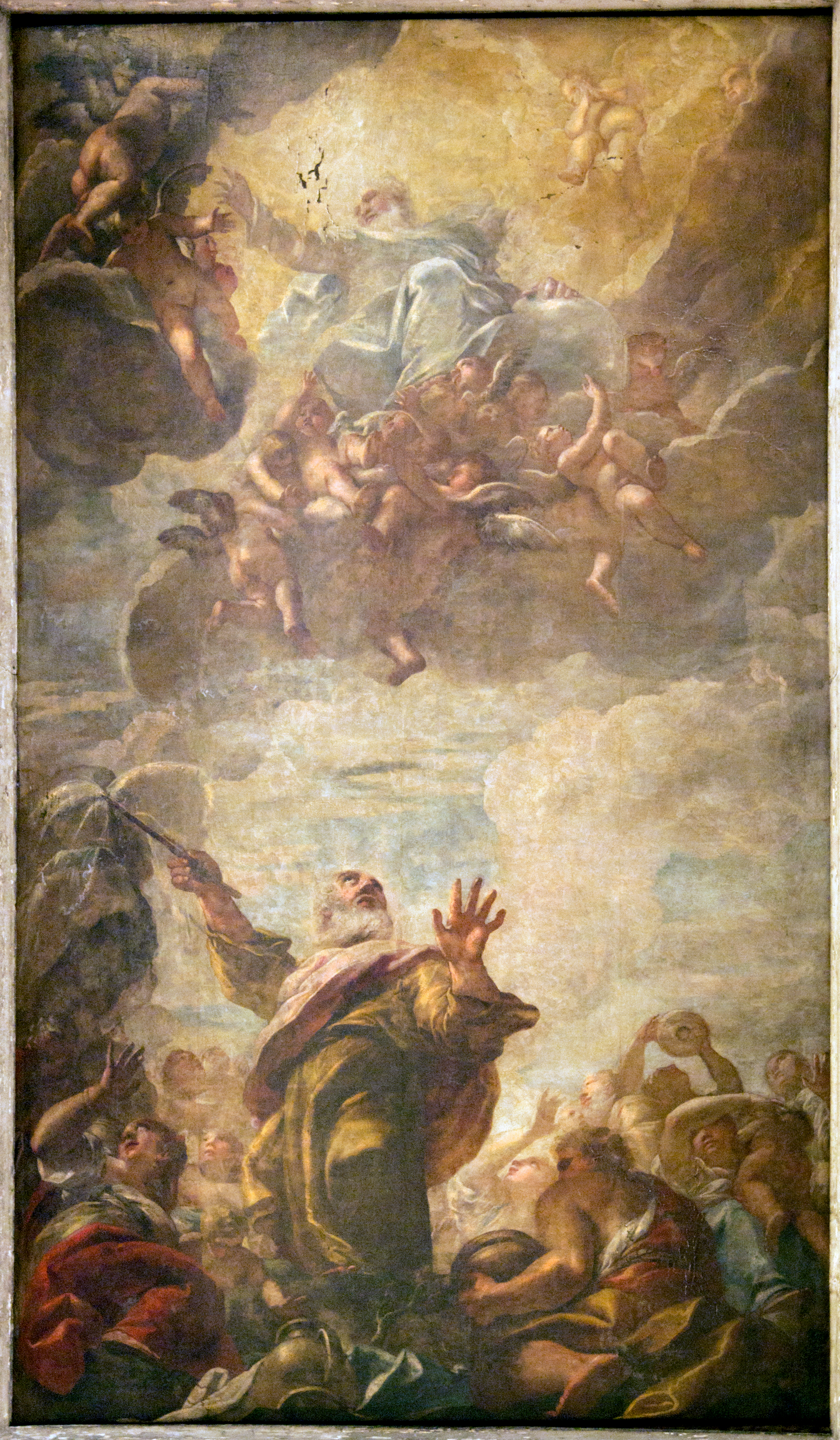
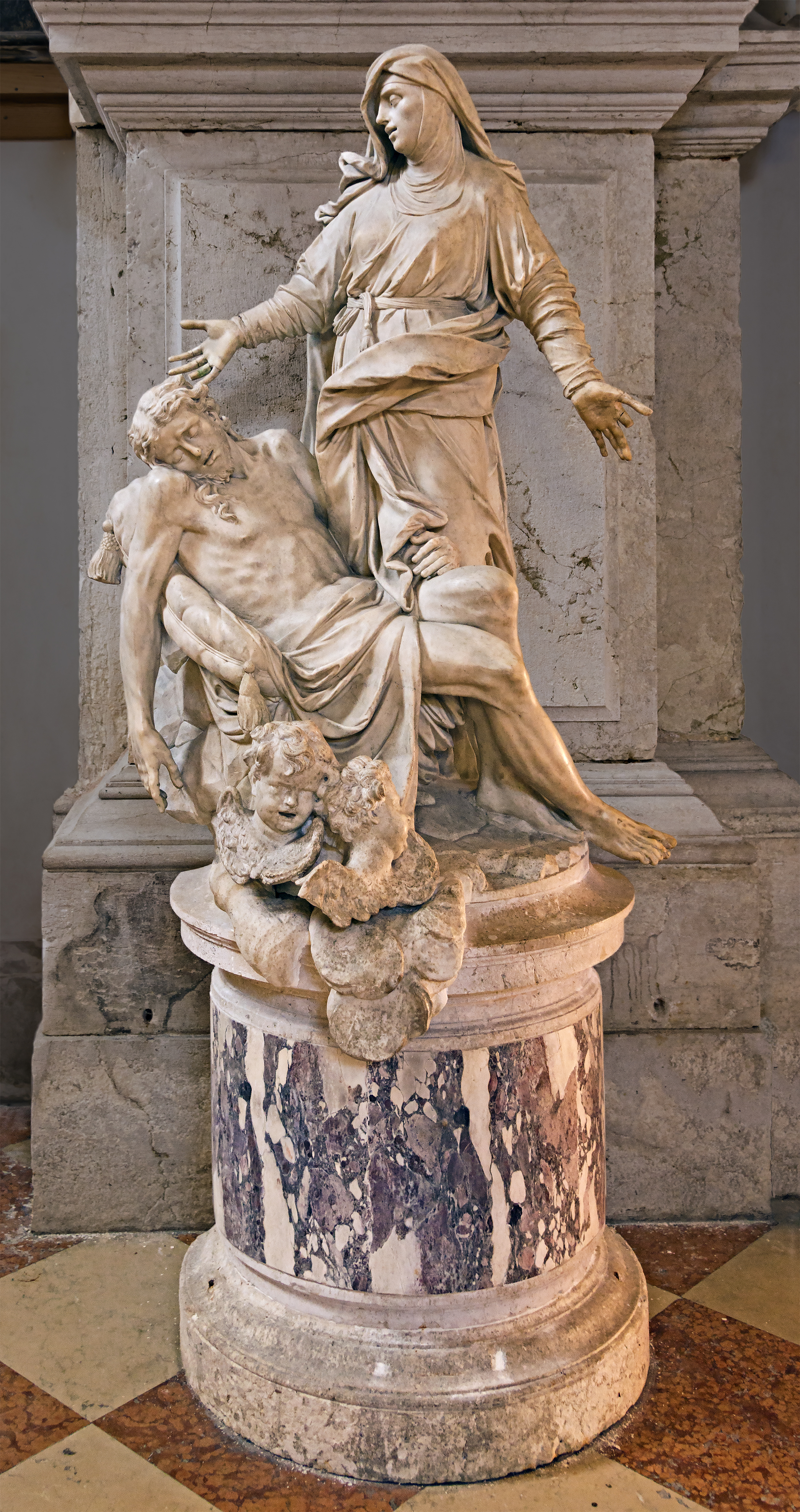